# Eufaula (Oklahoma)
Pour les articles homonymes, voir Eufaula.
Eufaula est une ville de l'Oklahoma, située dans le comté de McIntosh, aux États-Unis. Elle est située près du lac Eufaula.
Le nom « Eufaula » vient de la tribu Eufaula qui fait partie de la Confédération Muscogee Creek. La ville et le comté sont dans la juridiction de la nation Muscogee (Creek) reconnue par le gouvernement fédéral, descendants de la tribu qui ont été expulsés ici du sud-est des États-Unis dans les années 1830.

## Histoire
Dans le sud-est, le peuple Muscogee (alors connu sous le nom de Creek par les Américains d’origine européenne) occupait un vaste territoire comprenant une grande partie de la Géorgie et de l’Alabama actuels. En 1800, le ruisseau avait un village nommé Eufala, situé sur le ruisseau Eufaula, près de ce qui s’est développé plus tard comme le site actuel de Talladega, en Alabama. C’était l’un d’un groupe appelé leurs villes Upper Creek. History of Alabama de Pickett mentionne une ville indienne, appartenant au Creek, qu’il appelle Eufaulahatche. Le petit Eufauly est mentionné par un historien de cette période dès 1792. Une autre ville d’Upper Creek appelée Eufaula était située sur la rivière Tallapoosa; la ville actuelle de Dadeville, en Alabama, s’est développée près de là.
Le Lower Creek avait deux villages de noms similaires: Eufaula sur la rivière Chattahoochee dans ce qui est devenu plus tard le comté de Henry, en Alabama; et Eufala, situé sur la rive est de la rivière Chattahoochee dans les limites de l’actuel comté de Quitman, en Géorgie.
En 1832, le gouvernement américain avait forcé les Creek à déménager en territoire indien et à céder leurs terres dans le sud-est des États-Unis, dans le cadre d’une série de cessions qu’ils avaient faites. Ils ont établi Eufaula comme un centre de Creek dans leur nouveau territoire. C’était un lieu de rencontre fréquent des gens, qui organisaient des pow-wow ou des conférences indiennes dans les environs pendant les premiers jours de la colonisation de Creek.
Dans les années 1870, G. W. Grayson, alors chef des Creeks, son frère Samuel, George Stidham et d’autres dirigeants des Creeks, persuadèrent le Missouri-Kansas-Texas Railway (connu sous le nom de KATY) d’installer l’une de ses stations sur ce site. L’ancien village de Creek a été déplacé ici pour profiter du chemin de fer.
Eufaula, territoire indien (aujourd’hui Oklahoma), a commencé à attirer les Américains d’origine européenne peu de temps après que le chemin de fer KATY ait établi une gare ici en 1872. La ville a été nommée d’après George W. Ingall, agent indien américain pour les cinq tribus civilisées, a suggéré le nom Eufaula, d’après la ville tribale Moscogee antérieure en Alabama. Eufaula a été incorporée en tant que ville dans le territoire indien en 1898.
D.B. Whitlow et Joseph Coody ont établi le premier magasin du côté ouest du chemin de fer. Les Grayson et G. E. Seales ont ouvert un magasin du côté est à peu près à la même époque. Le Dr W. H. Bailey a été le premier médecin et droguiste à s’installer dans la nouvelle ville. Le révérend R.C. McGee, missionnaire presbytérien, a établi l’une des premières églises à Eufaula. Il y a été ministre pendant de nombreuses années. Pendant des années avant la guerre de Sécession, l’Asbury Mission School, située à deux miles au nord-est d’Eufaula, était le principal établissement d’enseignement de cette région. Il a été brûlé dans un incendie accidentel.

### DuXXesiècleà aujourd'hui
Après l’admission de l’Oklahoma en tant qu’État, Eufaula faisait partie du comté de McIntosh nouvellement organisé. Les habitants d’Eufaula ont été impliqués dans un différend avec Checotah, dans ce qui était connu sous le nom de guerre du siège du comté de McIntosh, en 1907 et 1909. La législature avait désigné Checotah comme nouveau siège du comté, mais les habitants d’Eufaula ont refusé de remettre les registres du comté. Peu de temps après, un groupe d’hommes lourdement armés de Chectotah a tenté de saisir les dossiers du palais de justice d’Eufaula, mais a été repoussé et forcé de se rendre lors d’une fusillade. Un an plus tard, Eufaula est désigné comme le siège permanent du comté de McIntosh.

#### Jefferson Highway Bridge
Lorsque la Jefferson Highway a été construite pour la première fois à travers Eufaula, les voyageurs et les véhicules commerciaux ne pouvaient traverser la rivière South Canadian, à environ quatre milles en dessous de la ville, que par traversier. Les citoyens d’Eufaula ont incorporé la Jefferson Highway Bridge Company et ont construit le Jefferson Highway Bridge, pour un coût de près d’un quart de million de dollars. Lorsqu’il a été construit, le pont était le plus coûteux construit sur la Jefferson Highway entre Winnipeg, au Canada, et la Nouvelle-Orléans. Il a été ouvert à l’usage le 21 avril 1920. Le pont a maintenant disparu depuis longtemps, et le site du pont a changé avec la construction du lac Eufaula.

## Démographie
D’après le recensement de 2000, il y avait 2 639 habitants, 1 150 ménages, et 663 familles résidant dans la ville. La densité de population était de 397,8 personnes par mile carré (153,7/km2). Il y avait 1 468 unités de logement à une densité moyenne de 221,3 par mille carré (85,5/km2). La composition raciale de la ville était de 66,46% de Blancs,17,92% d’Amérindiens,7,43% d’Afro-Américains,1,21% d’Hispaniques ou de Latinos de n’importe quelle race, 0,30% d’Asiatiques,0,04% d’insulaires du Pacifique,0,27% d’autres races. Les répondants de deux races ou plus représentaient 7,58 % de la population.
Il y avait 1 150 ménages, dont 21,3 % avaient des enfants de moins de 18 ans, 41,1 % étaient des couples mariés, 13,3 % avaient une femme qui était propriétaire, et 42,3 % étaient des ménages non-familiaux. 38,4 % des ménages étaient constitués de personnes seules et 25,0 % de personnes seules de 65 ans ou plus. Le ménage moyen comportait 2,16 personnes et la famille moyenne avait 2,85 personnes.
Dans la ville la pyramide des âges était 20,8 % en dessous de 18 ans, 6,7 % de 18 à 24, 20,0 % de 25 à 44, 23,2 % de 45 à 64, et 29,2 % qui avaient 65 ans ou plus. L’âge médian était de 47 ans. Pour 100 femmes, il y avait 81,4 hommes. Pour 100 femmes de 18 ans et plus, il y avait 75,8 hommes.
Le revenu médian par ménage de la ville était $20 547, et le revenu médian par famille était $28 871. Les hommes avaient un revenu médian de $25 673 contre $19 405 pour les femmes. Le revenu par habitant de la ville était $15 521. Environ 20,9 % des familles et 27,6 % de la population se trouvaient sous le seuil de pauvreté, dont 45,4 % des moins de 18 ans et 17,8 % des 65 ans et plus.

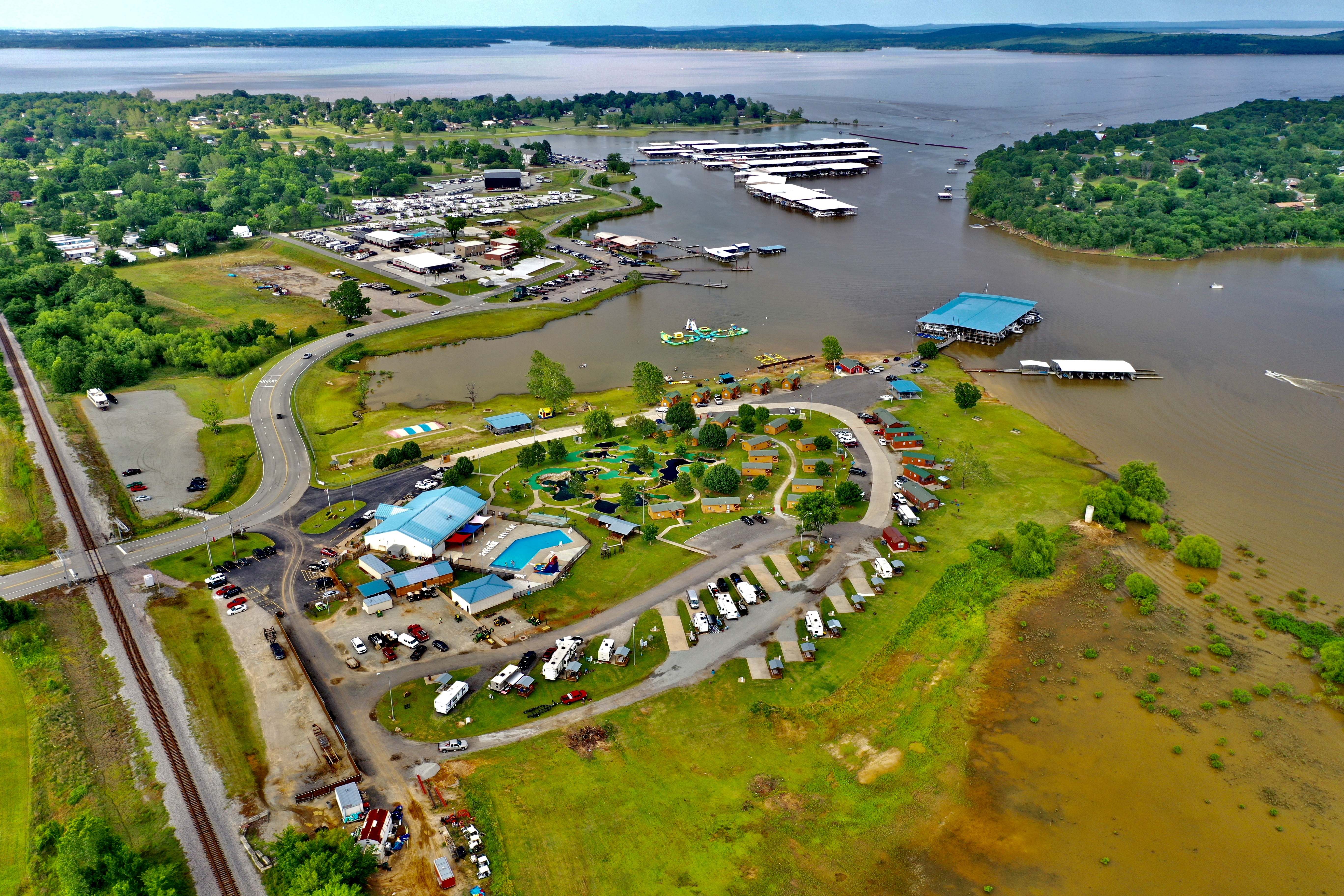
Le Jellystone Park

| Population historique               | Population historique | Population historique | Population historique |
| Recensement                         | Pop.                  |                       | ±%                    |
| ----------------------------------- | --------------------- | --------------------- | --------------------- |
| 1900                                | 757                   |                       | —                     |
| 1910                                | 1,307                 |                       | 72.7%                 |
| 1920                                | 2,286                 |                       | 74.9%                 |
| 1930                                | 2,073                 |                       | −9,3 %                |
| 1940                                | 2,355                 |                       | 13.6%                 |
| 1950                                | 2,540                 |                       | 7.9%                  |
| 1960                                | 2,382                 |                       | −6,2 %                |
| 1970                                | 2,355                 |                       | −1,1 %                |
| 1980                                | 3,159                 |                       | 34.1%                 |
| 1990                                | 2,652                 |                       | −16,0 %               |
| 2000                                | 2,639                 |                       | −0,5 %                |
| 2010                                | 2,813                 |                       | 6.6%                  |
| 2019 (est.)                         | 2,846                 |                       | 1.2%                  |
| Recensement décennal des États-Unis |                       |                       |                       |

## Parc et loisirs
Le lac Eufaula créé par le barrage d’Eufaula et le plus grand lac de l’Oklahoma entièrement contenu dans l’État de l’Oklahoma est juste à côté de la ville.
Standing Rock, un monument historique, a été submergé après que la zone derrière le barrage a été inondée.
Les installations d’Eufaula Parks & Recreation comprennent old Creek Town Park, qui dispose d’une aire de jeux et de pavillons et le centre communautaire Eufaula, qui dispose de plusieurs salles de réunion et d’une piscine.
La ville d’Eufaula accueille un feu d’artifice annuel le 4 juillet sur le lac Eufaula.

## Média

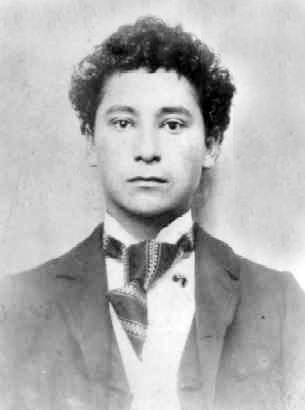
Alexandre Posey

Le premier numéro de l’Indian Journal, aujourd’hui The Eufaula Indian Journal est publié en 1876 ; c’est le plus ancien journal publié en continu en Oklahoma. Parmi les personnes qui ont travaillé pour l’Indian Journal figurent Alexander Posey qui était rédacteur en chef et a également publié ses Fus Fixico Letters au début des années 1900, commentant la politique de la nation Creek et du territoire indien. C’était le seul quotidien indien à l’époque.

## Personnes liés à la ville
- Alexander Posey, poète, écrivain et éditeur, a écrit pour l’Indian Journal. Pendant plusieurs années, il a été surintendant du pensionnat Creek à Eufaula.
- Lee Roy Selmon et ses frères Dewey et Lucius sont nés et ont grandi à Eufaula. Tous ont joué au football à l’OU et professionnellement. Lee Roy Selmon a eu la carrière professionnelle la plus distinguée et a été élu au Temple de la renommée de la NFL.
- Donna Nelson, chimiste, y est née.
- Tsianina Redfeather Blackstone, chanteuse d'origine creek, y est née.